# Den store Gatsby (film, 2013)
Den store Gatsby (engelska: The Great Gatsby) är en amerikansk romantisk dramafilm från 2013 baserad på romanen Den store Gatsby av F. Scott Fitzgerald. Filmen är regisserad av Baz Luhrmann som också skrev manus tillsammans med Craig Pearce.

## Handling
Nick Carraway har flyttat från mellanvästern till Long Island och lär där känna den mystiske Jay Gatsby som lever ett liv i överdådig lyx. Nick kommer in i Gatsbys glamorösa umgängeskrets men så småningom uppdagas hemligheter och tragedier som visar att deras liv inte är så perfekta som de ger sken av.

## Rollista (i urval)
- Leonardo DiCaprio – Jay Gatsby
- Isla Fisher – Myrtle Wilson
- Carey Mulligan – Daisy Buchanan
- Joel Edgerton – Tom Buchanan
- Elizabeth Debicki – Jordan Baker
- Jason Clarke – George Wilson
- Tobey Maguire – Nick Carraway
- Adelaide Clemens – Catherine
- Callan McAuliffe – den unge Jay Gatsby